# Tipula ompoensis
Tipula ompoensis är en tvåvingeart. Tipula ompoensis ingår i släktet Tipula och familjen storharkrankar.

## Underarter
Arten delas in i följande underarter:
- T. o. labiosa
- T. o. ompoensis